# Élections présidentielles sous la Cinquième République dans le Pas-de-Calais
Depuis l'adoption de la Constitution de la Cinquième République française en 1958, dix élections présidentielles ont eu lieu afin d'élire le président de la République. Cette page présente les résultats de ces élections dans le Pas-de-Calais.

## Synthèse des résultats du second tour
Jusqu'en 2012, le Pas-de-Calais vote traditionnellement plus à gauche que la France. C'est en particulier le cas en 1974, 1995 et 2007 où le département a placé en tête respectivement François Mitterrand (57,9 %), Lionel Jospin (57,28 %) et Ségolène Royal (52,04 %) alors qu'au niveau national ont été élus Valéry Giscard d'Estaing (50,81 %), Jacques Chirac (52,64 %) et Nicolas Sarkozy (53,06 %). En 2012, François Hollande obtient 5 points de plus qu'au niveau national. 2017 marque un tournant majeur puisque le département vote à 52,06 % pour Marine Le Pen et est, avec l'Aisne, ainsi un des deux départements à avoir mis en tête Marine Le Pen au second tour. En 2022, le département place encore Marine Le Pen en tête avec 57,50% alors qu'Emmanuel Macron est en tête au niveau national.
| 2022 | Emmanuel Macron (42,50%) (France : 58,55%) | Marine Le Pen (57,50 %) (France : 41,45%) | 74,97% (France : 71,99%) | 7,15%' (France : 8,66% ) |

| 2017 | Emmanuel Macron (47,94 %) (France : 66,10 %) | Marine Le Pen (52,06 %) (France : 33,90 %) | 75,95 % (France : 77,77 %) | 2,11 % (France : 2,47 %) |

| 2012 | François Hollande (56,18 %) (France : 51,64 %) | Nicolas Sarkozy (43,82 %) (France : 48,36 %) | 79,87 % (France : 80,35 %) | 1,9 % (France : 5,82 %) |

| 2007 | Nicolas Sarkozy (47,96 %) (France : 53,06 %) | Ségolène Royal (52,04 %) (France : 46,94 %) | 82,58 % (France : 83,97 %) | 1,72 % (France : 4,20 %) |

| 2002 | Jacques Chirac (77,83 %) (France : 82,21 %) | J.-M. Le Pen (22,17 %) (France : 17,79 %) | 73,14 % (France : 79,71 %) | 4,1 % (France : 3,38 %) |

| 1995 | Jacques Chirac (42,72 %) (France : 52,64 %) | Lionel Jospin (57,28 %) (France : 47,36 %) | 81,48 % (France : 78,38 %) | 3,41 % (France : 2,81 %) |

| 1988 | François Mitterrand (64,67 %) (France : 54,02 %) | Jacques Chirac (35,33 %) (France : 45,98 % %) | 85,26 % (France : 81,35 %) | 2,74 % (France : 2,00 %) |

| 1981 | François Mitterrand (58,2 %) (France : 51,76 %) | Valéry Giscard d'Estaing (41,8 %) (France : 48,24 %) | 86,39 % (France : 81,09 %) | 2,01 % (France : 1,62 %) |

| 1974 | Valéry Giscard d'Estaing (42,1 %) (France : 50,81 %) | François Mitterrand (57,9 %) (France : 49,19 %) | 88,28 % (France : 84,23 %) | 1,19 % (France : 0,92 %) |

| 1969 | Georges Pompidou (55,74 %) (France : 58,21 %) | Alain Poher (44,26 %) (France : 41,79 %) | 82,94 % (France : 77,59 %) | 1,57 % (France : 1,29 %) |

| 1965 | Charles de Gaulle (50,88 %) (France : 55,20 %) | François Mitterrand (49,12 %) (France : 44,80 %) | 88,45 % (France : 84,75 %) | 1,13 % (France : 1,01 %) |

|  | ▲ |

## Résultats détaillés par scrutin

### 2022
Arrivé en tête du premier tour, le président sortant Emmanuel Macron (27,85 %) affronte Marine Le Pen (23,15 %), un duel identique à celui du scrutin de 2017. C'est la deuxième fois qu'un second tour opposant les mêmes candidats à deux scrutins présidentiels consécutifs a lieu après ceux où se sont affrontés Valéry Giscard d'Estaing et François Mitterrand en 1974 et 1981.
En troisième position avec 21,95 % des voix, Jean-Luc Mélenchon réalise le score le plus élevé de ses trois candidatures et arrive largement en tête de la gauche, mais échoue à accéder au second tour, avec environ 400 000 voix de moins que Marine Le Pen.
Une nouvelle fois, les partis politiques traditionnels sont absents du second tour, dans des proportions encore plus importantes que lors de la précédente élection. Le Parti socialiste et Les Républicains, représentés respectivement par Anne Hidalgo et Valérie Pécresse, s'effondrent avec des scores historiquement faibles et n'atteignent pas le seuil des 5 %, condition permettant d'être remboursé des frais de campagne.
Pour la première fois, les candidatures classées à l'extrême droite dépassent le seuil de 30 % des suffrages exprimés au premier tour tandis que les sondages d'opinion laissent annoncer un duel serré face au président sortant, la possibilité d'une victoire pour Marine Le Pen étant pour la première fois envisagée par ceux-ci.
Le second tour voit Emmanuel Macron l'emporter par 58,55 % des suffrages exprimés, permettant ainsi au président sortant d'entamer un second mandat. Le septennat ayant été aboli en 2000, il devient ainsi le premier président de la République française à être réélu pour un deuxième quinquennat, le deuxième président de la Cinquième République réélu hors période de cohabitation et le quatrième président de la Cinquième République réélu.
Dans le Pas-de-Calais, Marine Le Pen arrive en tête du premier tour avec 38,68% des exprimés, suivi de Emmanuel Macron (24,61%), Jean-Luc Mélenchon (15,78%) et de Éric Zemmour (5,16%). Au second tour, les électeurs ont voté à 57,50% pour Marine Le Pen contre 42,50% pour Emmanuel Macron avec un taux de participation de 74,97% des inscrits.
| Candidats                | Candidats                | Partis                   | Premier tour | Premier tour | Second tour | Second tour |
| Candidats                | Candidats                | Partis                   | Voix         | %            | Voix        | %           |
| ------------------------ | ------------------------ | ------------------------ | ------------ | ------------ | ----------- | ----------- |
|                          | Marine Le Pen            | RN                       | 305 816      | 38,68        | 437 820     | 57,50       |
|                          | Emmanuel Macron          | LREM                     | 194 610      | 24,61        | 323 661     | 42,50       |
|                          | Jean-Luc Mélenchon       | LFI                      | 124 741      | 15,78        |             |             |
|                          | Éric Zemmour             | REC                      | 40 764       | 5,16         |             |             |
|                          | Fabien Roussel           | PCF                      | 26 146       | 3,31         |             |             |
|                          | Valérie Pécresse         | LR                       | 25 307       | 3,20         |             |             |
|                          | Yannick Jadot            | EELV                     | 19 295       | 2,44         |             |             |
|                          | Jean Lassalle            | RES                      | 17 010       | 2,15         |             |             |
|                          | Nicolas Dupont-Aignan    | DLF                      | 13 970       | 1,77         |             |             |
|                          | Anne Hidalgo             | PS                       | 11 619       | 1,47         |             |             |
|                          | Nathalie Arthaud         | LO                       | 5 887        | 0,74         |             |             |
|                          | Philippe Poutou          | NPA                      | 5 488        | 0,69         |             |             |
|                          |                          |                          |              |              |             |             |
| Votes valides            | Votes valides            | Votes valides            | 790 653      | 97,93        | 761 481     | 92,85       |
| Votes blancs             | Votes blancs             | Votes blancs             | 10 601       | 1,31         | 38 116      | 4,65        |
| Votes nuls               | Votes nuls               | Votes nuls               | 6 150        | 0,76         | 20 499      | 2,50        |
| Total                    | Total                    | Total                    | 807 404      | 100          | 820 096     | 100         |
| Abstention               | Abstention               | Abstention               | 286 319      | 26,18        | 273 743     | 25,03       |
| Inscrits / participation | Inscrits / participation | Inscrits / participation | 1 093 723    | 73,82        | 1 093 839   | 74,97       |

### 2017
Le premier tour de l'élection présidentielle de 2017 voit s'affronter onze candidats. Emmanuel Macron arrive en tête devant Marine Le Pen et tous deux se qualifient pour le second tour. Néanmoins, avec François Fillon et Jean-Luc Mélenchon, les scores des quatre candidats ayant recueilli le plus de voix sont serrés (4,43 points entre le 1er et le 4e). Pour la première fois, aucun des candidats des deux partis politiques pourvoyeurs jusque-là des présidents de la Ve République, n'est présent au second tour. Celui-ci se tient le dimanche 7 mai et se solde par la victoire d'Emmanuel Macron, avec un total de 20 753 798 bulletins de vote en sa faveur, soit 66,10 % des suffrages exprimés, face à la candidate du Front national, qui recueille 33,90 %. Le scrutin est néanmoins marqué par une forte abstention et par un record de votes blancs ou nuls.
Dans le Pas-de-Calais, Marine Le Pen arrive en tête du premier tour avec 34,35 % des exprimés, suivie de Jean-Luc Mélenchon (19,13 %), Emmanuel Macron (18,45 %), François Fillon (14,29 %) et Benoît Hamon (5,17 %). Au second tour, les électeurs ont voté à 52,06 % pour Marine Le Pen contre 47,94 % pour Emmanuel Macron avec un taux de participation de 75,95 % des inscrits.
|             | FN          | Marine Le Pen         | 286 147   | 34,35 %    | 382 782   | 52,06 %    |  |  |
|             | LFi         | Jean-Luc Mélenchon    | 159 342   | 19,13 %    |           |            |  |  |
|             | EM          | Emmanuel Macron       | 153 682   | 18,45 %    | 352 558   | 47,94 %    |  |  |
|             | LR          | François Fillon       | 119 077   | 14,29 %    |           |            |  |  |
|             | PS          | Benoît Hamon          | 43 084    | 5,17 %     |           |            |  |  |
|             | DlF         | Nicolas Dupont-Aignan | 41 427    | 4,97 %     |           |            |  |  |
|             | NPA         | Philippe Poutou       | 9 002     | 1,08 %     |           |            |  |  |
|             | LO          | Nathalie Arthaud      | 8 667     | 1,04 %     |           |            |  |  |
|             | RES         | Jean Lassalle         | 5 832     | 0,7 %      |           |            |  |  |
|             | UPR         | François Asselineau   | 5 484     | 0,66 %     |           |            |  |  |
|             | SeP         | Jacques Cheminade     | 1 408     | 0,17 %     |           |            |  |  |
|             |             |                       |           |            |           |            |  |  |
|             |             |                       | Nombre    | % inscrits | Nombre    | % inscrits |  |  |
| Inscrits    | Inscrits    | Inscrits              | 1 090 368 |            | 1 090 441 |            |  |  |
| Abstentions | Abstentions | Abstentions           | 234 194   | 21,48 %    | 262 219   | 24,05 %    |  |  |
| Votants     | Votants     | Votants               | 856 174   | 78,52 %    | 828 222   | 75,95 %    |  |  |
|             |             |                       |           |            |           |            |  |  |
|             |             |                       |           | % votants  |           | % votants  |  |  |
| Blancs      | Blancs      | Blancs                | 15 351    | 1,41 %     | 62 533    | 5,73 %     |  |  |
| Nuls        | Nuls        | Nuls                  | 7 671     | 0,7 %      | 30 349    | 2,78 %     |  |  |
| Exprimés    | Exprimés    | Exprimés              | 833 152   | 76,41 %    | 735 340   | 67,44 %    |  |  |

### 2012

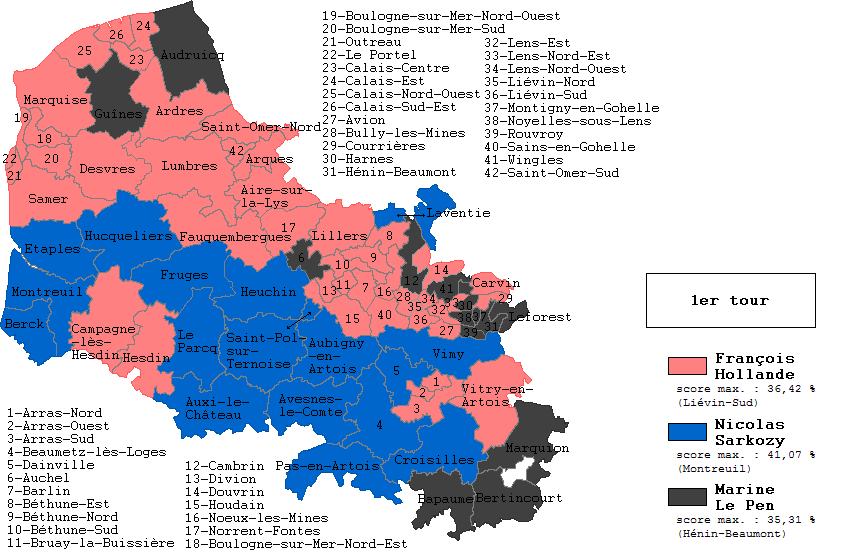
Candidat arrivé en tête au 1er tour, dans les 77 cantons du Pas-de-Calais.

Hollande, désigné par le PS à la suite d'une primaire ouverte, devance Sarkozy dès le premier tour de l'élection présidentielle de 2012 : c'est la première fois qu'un président sortant est ainsi devancé. Au second tour, Sarkozy est battu mais par un écart plus faible qu'attendu.
Dans le Pas-de-Calais, François Hollande arrive en tête du premier tour avec 29,44 % des exprimés, suivi de Marine Le Pen (25,53 %), Nicolas Dupont-Aignan (21,86 %), Jean-Luc Mélenchon (11,54 %) et François Bayrou (6,4 %). Au second tour, les électeurs ont voté à 56,18 % pour François Hollande contre 43,82 % pour Nicolas Sarkozy avec un taux de participation de 79,64 % des inscrits.
|                | PS             | François Hollande     | 249 971   | 29,44 %    | 450 103   | 56,18 %    |  |  |
|                | FN             | Marine Le Pen         | 216 753   | 25,53 %    |           |            |  |  |
|                | UMP            | Nicolas Sarkozy       | 185 632   | 21,86 %    | 351 015   | 43,82 %    |  |  |
|                | FG             | Jean-Luc Mélenchon    | 97 974    | 11,54 %    |           |            |  |  |
|                | MoDem          | François Bayrou       | 54 354    | 6,4 %      |           |            |  |  |
|                | DLF            | Nicolas Dupont-Aignan | 14 122    | 1,66 %     |           |            |  |  |
|                | NPA            | Philippe Poutou       | 10 948    | 1,29 %     |           |            |  |  |
|                | EELV           | Éva Joly              | 10 315    | 1,21 %     |           |            |  |  |
|                | LO             | Nathalie Arthaud      | 7 246     | 0,85 %     |           |            |  |  |
|                | S&P            | Jacques Cheminade     | 1 824     | 0,21 %     |           |            |  |  |
|                |                |                       |           |            |           |            |  |  |
|                |                |                       | Nombre    | % inscrits | Nombre    | % inscrits |  |  |
| Inscrits       | Inscrits       | Inscrits              | 1 083 728 |            | 1 083 666 |            |  |  |
| Abstentions    | Abstentions    | Abstentions           | 218 167   | 20,13 %    | 220 612   | 20,36 %    |  |  |
| Votants        | Votants        | Votants               | 865 561   | 79,87 %    | 863 054   | 79,64 %    |  |  |
|                |                |                       |           |            |           |            |  |  |
|                |                |                       |           | % votants  |           | % votants  |  |  |
| Blancs ou nuls | Blancs ou nuls | Blancs ou nuls        | 16 422    | 1,9 %      | 61 936    | 7,18 %     |  |  |
| Exprimés       | Exprimés       | Exprimés              | 849 139   | 98,1 %     | 801 118   | 98,1 %     |  |  |

### 2007
Au premier tour de l'élection présidentielle de 2007, Sarkozy réussit à capter une partie des voix de Le Pen et arrive largement en tête. Royal est la première femme qualifiée pour le second tour d'une élection présidentielle. Elle est battue avec une avance de 6 points.
Dans le Pas-de-Calais, Nicolas Sarkozy arrive en tête du premier tour avec 25,68 % des exprimés, suivi de Ségolène Royal (25,34 %), Jean-Marie Le Pen (16,02 %), François Bayrou (13,65 %) et Olivier Besancenot (6,21 %). Au second tour, les électeurs ont voté à 47,96 % pour Nicolas Sarkozy contre 52,04 % pour Ségolène Royal avec un taux de participation de 83,2 % des inscrits.
|                | UMP            | Nicolas Sarkozy      | 224 750   | 25,68 %    | 410 398   | 47,96 %    |  |  |
|                | PS             | Ségolène Royal       | 221 798   | 25,34 %    | 445 273   | 52,04 %    |  |  |
|                | FN             | Jean-Marie Le Pen    | 140 232   | 16,02 %    |           |            |  |  |
|                | UDF            | François Bayrou      | 119 477   | 13,65 %    |           |            |  |  |
|                | LCR            | Olivier Besancenot   | 54 373    | 6,21 %     |           |            |  |  |
|                | GPA            | Marie-George Buffet  | 30 286    | 3,46 %     |           |            |  |  |
|                | LO             | Arlette Laguiller    | 23 105    | 2,64 %     |           |            |  |  |
|                | CPNT           | Frédéric Nihous      | 21 406    | 2,45 %     |           |            |  |  |
|                | MPF            | Philippe de Villiers | 16 648    | 1,9 %      |           |            |  |  |
|                | Les Verts      | Dominique Voynet     | 10 881    | 1,24 %     |           |            |  |  |
|                | SE             | José Bové            | 9 444     | 1,08 %     |           |            |  |  |
|                | CNRSP          | Gérard Schivardi     | 2 885     | 0,33 %     |           |            |  |  |
|                |                |                      |           |            |           |            |  |  |
|                |                |                      | Nombre    | % inscrits | Nombre    | % inscrits |  |  |
| Inscrits       | Inscrits       | Inscrits             | 1 078 462 |            | 1 078 402 |            |  |  |
| Abstentions    | Abstentions    | Abstentions          | 187 852   | 17,42 %    | 181 141   | 16,8 %     |  |  |
| Votants        | Votants        | Votants              | 890 610   | 82,58 %    | 897 261   | 83,2 %     |  |  |
|                |                |                      |           |            |           |            |  |  |
|                |                |                      |           | % votants  |           | % votants  |  |  |
| Blancs ou nuls | Blancs ou nuls | Blancs ou nuls       | 15 325    | 1,72 %     | 41 590    | 4,64 %     |  |  |
| Exprimés       | Exprimés       | Exprimés             | 875 285   | 98,28 %    | 855 671   | 95,36 %    |  |  |

### 2002
Après cinq années de cohabitation, un duel est attendu entre Chirac et le Premier ministre Jospin lors de l'élection présidentielle de 2002, mais, à la surprise générale, ce dernier est devancé par Le Pen au premier tour. Au second tour, Chirac bénéficie du ralliement de la gauche et reçoit un score sans précédent. Il s'agit de la première élection pour un mandat de cinq ans et non plus sept.
Dans le Pas-de-Calais, Jean-Marie  Le Pen arrive en tête du premier tour avec 18,41 % des exprimés, suivi de Lionel  Jospin (17,47 %), Jacques  Chirac (16,59 %), Arlette Laguiller (8,35 %) et Jean  Saint-Josse (6,41 %). Au second tour, les électeurs ont voté à 77,83 % pour Jacques  Chirac contre 22,17 % pour Jean-Marie  Le Pen avec un taux de participation de 78,91 % des inscrits.
|                | FN             | Jean-Marie Le Pen       | 135 330   | 18,41 %    | 170 967   | 22,17 %    |  |  |
|                | PS             | Lionel Jospin           | 128 435   | 17,47 %    |           |            |  |  |
|                | RPR            | Jacques Chirac          | 121 943   | 16,59 %    | 600 044   | 77,83 %    |  |  |
|                | LO             | Arlette Laguiller       | 61 395    | 8,35 %     |           |            |  |  |
|                | CPNT           | Jean Saint-Josse        | 47 113    | 6,41 %     |           |            |  |  |
|                | PC             | Robert Hue              | 39 553    | 5,38 %     |           |            |  |  |
|                | MC             | Jean-Pierre Chevènement | 39 066    | 5,31 %     |           |            |  |  |
|                | UDF            | François Bayrou         | 36 146    | 4,92 %     |           |            |  |  |
|                | LCR            | Olivier Besancenot      | 34 291    | 4,66 %     |           |            |  |  |
|                | Les Verts      | Noël Mamère             | 27 992    | 3,81 %     |           |            |  |  |
|                | DL             | Alain Madelin           | 21 247    | 2,89 %     |           |            |  |  |
|                | MNR            | Bruno Mégret            | 16 219    | 2,21 %     |           |            |  |  |
|                | Cap21          | Corinne Lepage          | 8 023     | 1,09 %     |           |            |  |  |
|                | PRG            | Christiane Taubira      | 7 837     | 1,07 %     |           |            |  |  |
|                | FRS            | Christine Boutin        | 6 580     | 0,9 %      |           |            |  |  |
|                | PT             | Daniel Gluckstein       | 3 974     | 0,54 %     |           |            |  |  |
|                |                |                         |           |            |           |            |  |  |
|                |                |                         | Nombre    | % inscrits | Nombre    | % inscrits |  |  |
| Inscrits       | Inscrits       | Inscrits                | 1 048 018 |            | 1 048 045 |            |  |  |
| Abstentions    | Abstentions    | Abstentions             | 281 448   | 26,86 %    | 221 010   | 21,09 %    |  |  |
| Votants        | Votants        | Votants                 | 766 570   | 73,14 %    | 827 035   | 78,91 %    |  |  |
|                |                |                         |           |            |           |            |  |  |
|                |                |                         |           | % votants  |           | % votants  |  |  |
| Blancs ou nuls | Blancs ou nuls | Blancs ou nuls          | 31 426    | 4,1 %      | 56 024    | 6,77 %     |  |  |
| Exprimés       | Exprimés       | Exprimés                | 735 144   | 95,9 %     | 771 011   | 93,23 %    |  |  |

### 1995
Après une nouvelle cohabitation et alors que la droite est particulièrement divisée entre Chirac et le Premier ministre Balladur, Jospin réussit à arriver en tête au premier tour de l'élection présidentielle de 1995, malgré la très lourde défaite de la gauche aux législatives de 1993. Au second tour, il est battu par Chirac.
Dans le Pas-de-Calais, Lionel Jospin arrive en tête du premier tour avec 25,18 % des exprimés, suivi de Jacques Chirac (16,91 %), Édouard Balladur (15,97 %), Jean-Marie Le Pen (15,21 %) et Robert Hue (13,91 %). Au second tour, les électeurs ont voté à 57,28 % pour Lionel Jospin contre 42,72 % pour Jacques Chirac avec un taux de participation de 81,08 % des inscrits.
|                | PS             | Lionel Jospin        | 201 379   | 25,18 %    | 440 736   | 57,28 %    |  |  |
|                | RPR            | Jacques Chirac       | 135 223   | 16,91 %    | 328 642   | 42,72 %    |  |  |
|                | RPR            | Édouard Balladur     | 127 766   | 15,97 %    |           |            |  |  |
|                | FN             | Jean-Marie Le Pen    | 121 652   | 15,21 %    |           |            |  |  |
|                | PC             | Robert Hue           | 111 222   | 13,91 %    |           |            |  |  |
|                | LO             | Arlette Laguiller    | 49 284    | 6,16 %     |           |            |  |  |
|                | MPF            | Philippe de Villiers | 34 052    | 4,26 %     |           |            |  |  |
|                | Les Verts      | Dominique Voynet     | 17 247    | 2,16 %     |           |            |  |  |
|                | S&P            | Jacques Cheminade    | 2 033     | 0,25 %     |           |            |  |  |
|                |                |                      |           |            |           |            |  |  |
|                |                |                      | Nombre    | % inscrits | Nombre    | % inscrits |  |  |
| Inscrits       | Inscrits       | Inscrits             | 1 016 315 |            | 1 016 147 |            |  |  |
| Abstentions    | Abstentions    | Abstentions          | 188 248   | 18,52 %    | 192 305   | 18,92 %    |  |  |
| Votants        | Votants        | Votants              | 828 067   | 81,48 %    | 823 842   | 81,08 %    |  |  |
|                |                |                      |           |            |           |            |  |  |
|                |                |                      |           | % votants  |           | % votants  |  |  |
| Blancs ou nuls | Blancs ou nuls | Blancs ou nuls       | 28 209    | 3,41 %     | 54 464    | 6,61 %     |  |  |
| Exprimés       | Exprimés       | Exprimés             | 799 858   | 96,59 %    | 769 378   | 93,39 %    |  |  |

### 1988
Après deux ans de cohabitation, Mitterrand affronte le Premier ministre Chirac lors de l'élection présidentielle de 1988. Le Pen obtient au premier tour un score jusque-là sans précédent pour un parti d'extrême droite. Au second tour, Mitterrand est facilement réélu.
Dans le Pas-de-Calais, François Mitterrand arrive en tête du premier tour avec 41,22 % des exprimés, suivi de Jacques Chirac (14,51 %), Raymond Barre (13,95 %), André Lajoinie (11,58 %) et Jean-Marie Le Pen (11,4 %). Au second tour, les électeurs ont voté à 64,67 % pour François Mitterrand contre 35,33 % pour Jacques Chirac avec un taux de participation de 86,56 % des inscrits.
|                | PS                    | François Mitterrand | 336 863 | 41,22 %    | 529 208 | 64,67 %    |  |  |
|                | RPR                   | Jacques Chirac      | 118 599 | 14,51 %    | 289 101 | 35,33 %    |  |  |
|                | SE                    | Raymond Barre       | 114 054 | 13,95 %    |         |            |  |  |
|                | PC                    | André Lajoinie      | 94 642  | 11,58 %    |         |            |  |  |
|                | FN                    | Jean-Marie Le Pen   | 93 152  | 11,4 %     |         |            |  |  |
|                | Les Verts             | Antoine Waechter    | 22 507  | 2,75 %     |         |            |  |  |
|                | LO                    | Arlette Laguiller   | 22 412  | 2,74 %     |         |            |  |  |
|                | Communiste rénovateur | Pierre Juquin       | 11 751  | 1,44 %     |         |            |  |  |
|                | MPT                   | Pierre Boussel      | 3 335   | 0,41 %     |         |            |  |  |
|                |                       |                     |         |            |         |            |  |  |
|                |                       |                     | Nombre  | % inscrits | Nombre  | % inscrits |  |  |
| Inscrits       | Inscrits              | Inscrits            | 985 579 |            | 985 481 |            |  |  |
| Abstentions    | Abstentions           | Abstentions         | 145 263 | 14,74 %    | 132 414 | 13,44 %    |  |  |
| Votants        | Votants               | Votants             | 840 316 | 85,26 %    | 853 067 | 86,56 %    |  |  |
|                |                       |                     |         |            |         |            |  |  |
|                |                       |                     |         | % votants  |         | % votants  |  |  |
| Blancs ou nuls | Blancs ou nuls        | Blancs ou nuls      | 23 001  | 2,74 %     | 34 758  | 4,07 %     |  |  |
| Exprimés       | Exprimés              | Exprimés            | 817 315 | 97,26 %    | 818 309 | 95,93 %    |  |  |

### 1981
Lors de l'élection présidentielle de 1981, Giscard d'Estaing arrive en tête au premier tour et affronte, comme la fois précédente, Mitterrand. Pour la première fois, un président sortant est battu : Mitterrand devient le premier président de gauche de la Ve République.
Dans le Pas-de-Calais, François Mitterrand arrive en tête du premier tour avec 27,74 % des exprimés, suivi de Valéry Giscard d'Estaing (26,17 %), Georges Marchais (23,17 %), Jacques Chirac (13,79 %) et Brice Lalonde (2,64 %). Au second tour, les électeurs ont voté à 57,9 % pour François Mitterrand contre 41,8 % pour Valéry Giscard d'Estaing avec un taux de participation de 89,21 % des inscrits.
|                | PS             | François Mitterrand      | 221 988 | 27,74 %    | 477 363 | 58,2 %     |  |  |
|                | UDF            | Valéry Giscard d'Estaing | 209 454 | 26,17 %    | 342 816 | 41,8 %     |  |  |
|                | PC             | Georges Marchais         | 185 427 | 23,17 %    |         |            |  |  |
|                | RPR            | Jacques Chirac           | 110 377 | 13,79 %    |         |            |  |  |
|                | MEP            | Brice Lalonde            | 21 127  | 2,64 %     |         |            |  |  |
|                | LO             | Arlette Laguiller        | 19 881  | 2,48 %     |         |            |  |  |
|                | Divers droite  | Michel Debré             | 11 348  | 1,42 %     |         |            |  |  |
|                | MRG            | Michel Crépeau           | 9 491   | 1,19 %     |         |            |  |  |
|                | Divers droite  | Marie-France Garaud      | 6 590   | 0,82 %     |         |            |  |  |
|                | PSU            | Huguette Bouchardeau     | 4 701   | 0,59 %     |         |            |  |  |
|                |                |                          |         |            |         |            |  |  |
|                |                |                          | Nombre  | % inscrits | Nombre  | % inscrits |  |  |
| Inscrits       | Inscrits       | Inscrits                 | 945 564 |            | 945 514 |            |  |  |
| Abstentions    | Abstentions    | Abstentions              | 128 731 | 13,61 %    | 102 052 | 10,79 %    |  |  |
| Votants        | Votants        | Votants                  | 816 833 | 86,39 %    | 843 462 | 89,21 %    |  |  |
|                |                |                          |         |            |         |            |  |  |
|                |                |                          |         | % votants  |         | % votants  |  |  |
| Blancs ou nuls | Blancs ou nuls | Blancs ou nuls           | 16 449  | 2,01 %     | 23 283  | 2,76 %     |  |  |
| Exprimés       | Exprimés       | Exprimés                 | 800 384 | 97,99 %    | 820 179 | 97,24 %    |  |  |

### 1974
L'élection présidentielle de 1974 est une élection anticipée à la suite de la mort de Pompidou. Mitterrand, candidat unique de la gauche, est largement en tête au premier tour devant Giscard d'Estaing, qui distance lui-même Chaban-Delmas. Au terme d'une campagne animée, marquée par un débat télévisé tendu, Giscard d'Estaing l'emporte avec une très courte avance.
Dans le Pas-de-Calais, François Mitterrand arrive en tête du premier tour avec 51,62 % des exprimés, suivi de Valéry Giscard d'Estaing (25,36 %), Jacques Chaban-Delmas (15,21 %), Arlette Laguiller (2,93 %) et Jean Royer (2,08 %). Au second tour, les électeurs ont voté à 57,9 % pour François Mitterrand contre 42,1 % pour Valéry Giscard d'Estaing avec un taux de participation de 90,58 % des inscrits.
|                | PS             | François Mitterrand      | 360 463 | 51,62 %    | 414 634 | 57,9 %     |  |  |
|                | RI             | Valéry Giscard d'Estaing | 177 112 | 25,36 %    | 301 473 | 42,1 %     |  |  |
|                | UDR            | Jacques Chaban-Delmas    | 106 194 | 15,21 %    |         |            |  |  |
|                | LO             | Arlette Laguiller        | 20 438  | 2,93 %     |         |            |  |  |
|                | SE             | Jean Royer               | 14 559  | 2,08 %     |         |            |  |  |
|                | SE, écologiste | René Dumont              | 6 170   | 0,88 %     |         |            |  |  |
|                | MDSF           | Émile Muller             | 3 936   | 0,56 %     |         |            |  |  |
|                | FCR            | Alain Krivine            | 3 504   | 0,5 %      |         |            |  |  |
|                | FN             | Jean-Marie Le Pen        | 3 429   | 0,49 %     |         |            |  |  |
|                | NAR            | Bertrand Renouvin        | 1 124   | 0,16 %     |         |            |  |  |
|                | MFE            | Jean-Claude Sebag        | 970     | 0,14 %     |         |            |  |  |
|                |                |                          |         |            |         |            |  |  |
|                |                |                          | Nombre  | % inscrits | Nombre  | % inscrits |  |  |
| Inscrits       | Inscrits       | Inscrits                 | 800 533 |            | 800 455 |            |  |  |
| Abstentions    | Abstentions    | Abstentions              | 93 849  | 11,72 %    | 75 439  | 9,42 %     |  |  |
| Votants        | Votants        | Votants                  | 706 684 | 88,28 %    | 725 016 | 90,58 %    |  |  |
|                |                |                          |         |            |         |            |  |  |
|                |                |                          |         | % votants  |         | % votants  |  |  |
| Blancs ou nuls | Blancs ou nuls | Blancs ou nuls           | 8 404   | 1,19 %     | 8 909   | 1,23 %     |  |  |
| Exprimés       | Exprimés       | Exprimés                 | 698 280 | 98,81 %    | 716 107 | 98,77 %    |  |  |

### 1969
L'élection présidentielle de 1969 est une élection anticipée à la suite de la démission de De Gaulle. La gauche se lance désunie dans la course et, bien que Duclos (PCF) manque de le devancer, c'est le président par intérim Poher qui accède au second tour face à l'ex-Premier ministre Pompidou. Alors que Duclos refuse d'appeler à voter au second tour pour « bonnet blanc ou blanc bonnet », Pompidou est finalement largement élu.
Dans le Pas-de-Calais, Georges Pompidou arrive en tête du premier tour avec 39,2 % des exprimés, suivi de Jacques Duclos (28,41 %), Alain Poher (18,16 %), Gaston Defferre (7,47 %) et Michel Rocard (3,19 %). Au second tour, les électeurs ont voté à 55,74 % pour Georges Pompidou contre 44,26 % pour Alain Poher avec un taux de participation de 71,33 % des inscrits.
|                | UDR            | Georges Pompidou | 247 358 | 39,2 %     | 273 985 | 55,74 %    |  |  |
|                | PC             | Jacques Duclos   | 179 256 | 28,41 %    |         |            |  |  |
|                | CD             | Alain Poher      | 114 590 | 18,16 %    | 217 512 | 44,26 %    |  |  |
|                | SFIO           | Gaston Defferre  | 47 141  | 7,47 %     |         |            |  |  |
|                | PSU            | Michel Rocard    | 20 119  | 3,19 %     |         |            |  |  |
|                | SE             | Louis Ducatel    | 16 103  | 2,55 %     |         |            |  |  |
|                | LC             | Alain Krivine    | 6 374   | 1,01 %     |         |            |  |  |
|                |                |                  |         |            |         |            |  |  |
|                |                |                  | Nombre  | % inscrits | Nombre  | % inscrits |  |  |
| Inscrits       | Inscrits       | Inscrits         | 772 822 |            | 772 645 |            |  |  |
| Abstentions    | Abstentions    | Abstentions      | 131 829 | 17,06 %    | 221 490 | 28,67 %    |  |  |
| Votants        | Votants        | Votants          | 640 993 | 82,94 %    | 551 155 | 71,33 %    |  |  |
|                |                |                  |         |            |         |            |  |  |
|                |                |                  |         | % votants  |         | % votants  |  |  |
| Blancs ou nuls | Blancs ou nuls | Blancs ou nuls   | 10 052  | 1,57 %     | 59 658  | 10,82 %    |  |  |
| Exprimés       | Exprimés       | Exprimés         | 630 941 | 98,43 %    | 491 497 | 89,18 %    |  |  |

### 1965
L'élection présidentielle de 1965 est la première élection au suffrage universel direct à la suite du référendum d'octobre 1962. De Gaulle est mis en ballottage, à la surprise générale, par Mitterrand, candidat unique de la gauche. La campagne du second tour est axée sur l'Europe et les relations internationales ainsi que sur l'armement nucléaire. De Gaulle est finalement réélu avec une large avance.
Dans le Pas-de-Calais, Charles de Gaulle arrive en tête du premier tour avec 44,75 % des exprimés, suivi de François Mitterrand (40,02 %), Jean Lecanuet (10 %), Jean-Louis Tixier-Vignancour (3,08 %) et Pierre Marcilhacy (1,13 %). Au second tour, les électeurs ont voté à 50,88 % pour Charles de Gaulle contre 49,12 % pour François Mitterrand avec un taux de participation de 88,93 % des inscrits.
|                | UNR            | Charles de Gaulle            | 295 281 | 44,75 %    | 334 443 | 50,88 %    |  |  |
|                | CIR            | François Mitterrand          | 264 052 | 40,02 %    | 322 832 | 49,12 %    |  |  |
|                | MRP            | Jean Lecanuet                | 65 954  | 10 %       |         |            |  |  |
|                | SE             | Jean-Louis Tixier-Vignancour | 20 296  | 3,08 %     |         |            |  |  |
|                | PLE            | Pierre Marcilhacy            | 7 429   | 1,13 %     |         |            |  |  |
|                | SE             | Marcel Barbu                 | 6 776   | 1,03 %     |         |            |  |  |
|                |                |                              |         |            |         |            |  |  |
|                |                |                              | Nombre  | % inscrits | Nombre  | % inscrits |  |  |
| Inscrits       | Inscrits       | Inscrits                     | 754 447 |            | 754 357 |            |  |  |
| Abstentions    | Abstentions    | Abstentions                  | 87 120  | 11,55 %    | 83 511  | 11,07 %    |  |  |
| Votants        | Votants        | Votants                      | 667 327 | 88,45 %    | 670 846 | 88,93 %    |  |  |
|                |                |                              |         |            |         |            |  |  |
|                |                |                              |         | % votants  |         | % votants  |  |  |
| Blancs ou nuls | Blancs ou nuls | Blancs ou nuls               | 7 539   | 1,13 %     | 13 571  | 2,02 %     |  |  |
| Exprimés       | Exprimés       | Exprimés                     | 659 788 | 98,87 %    | 657 275 | 97,98 %    |  |  |